# 일본의 노숙인

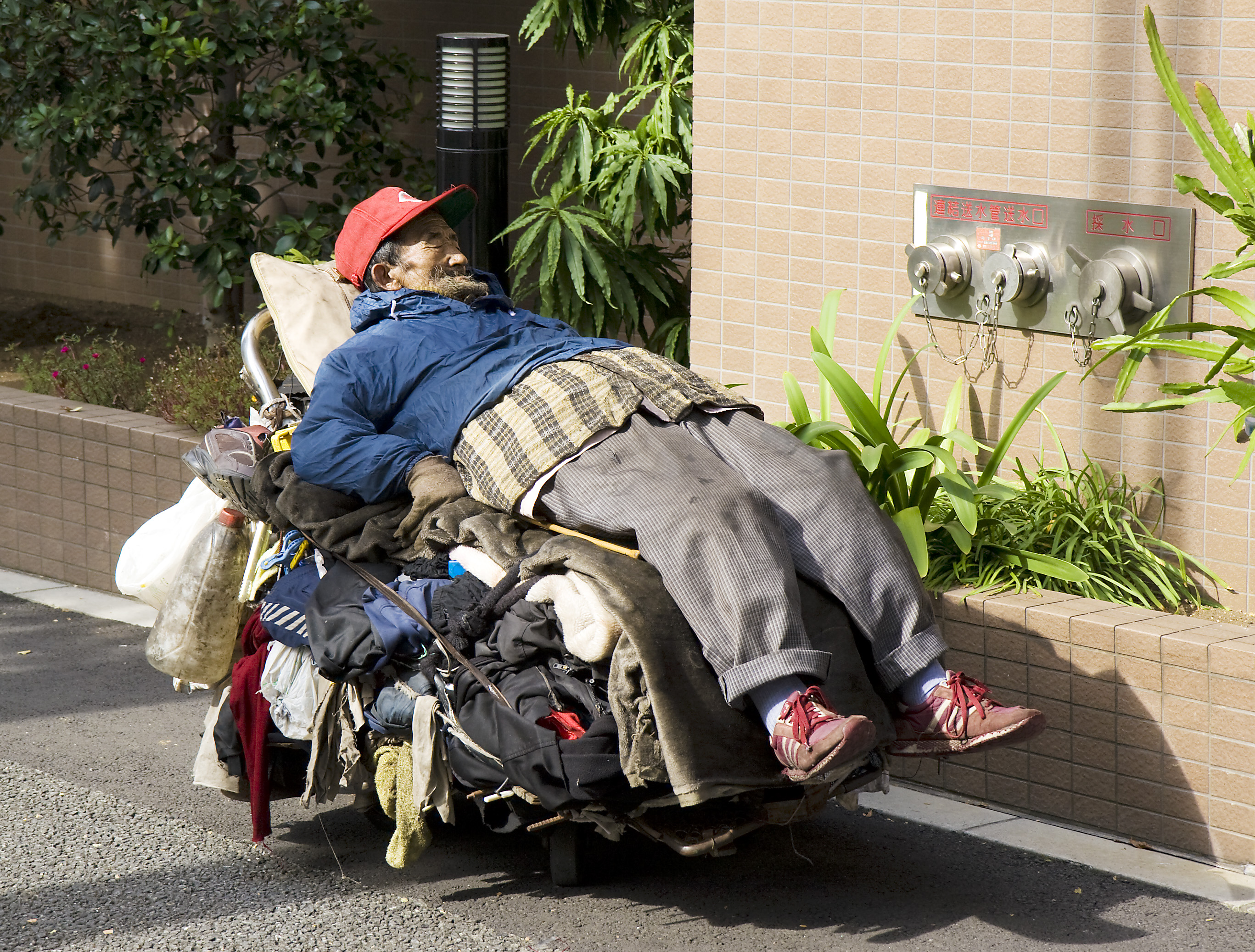
도쿄도에서 잠을 자는 노숙인

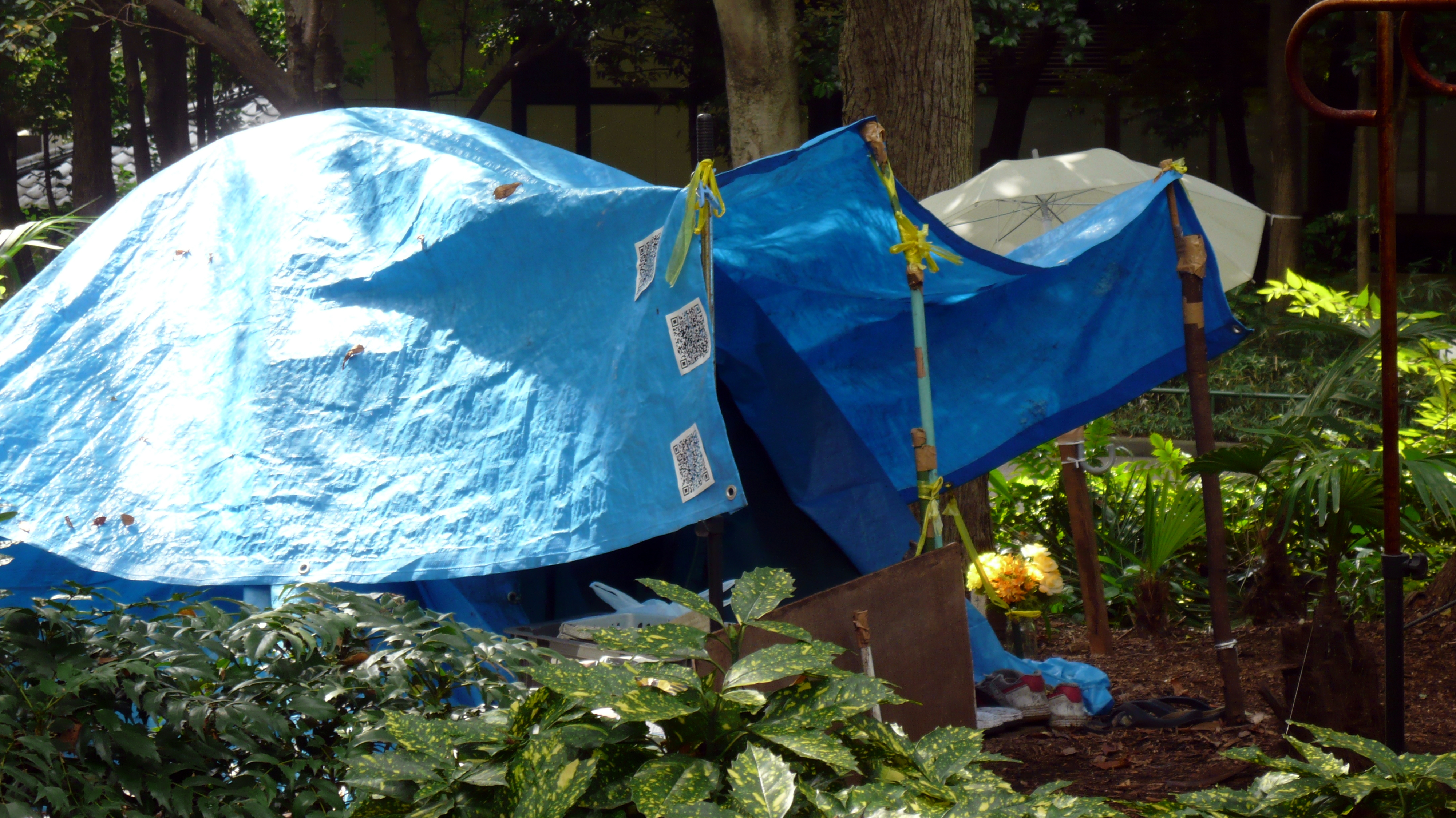
신주쿠구에 있는 노숙인 천막

일본의 노숙(ホームレス, 浮浪者)은 중장년층 남성에게 압도적으로 영향을 미치는 사회 문제이다. 노숙 (사회)은 일본의 거품 경제 붕괴의 결과로 1990년대에 정점에 달했고 그 이후로는 크게 감소했다. 노숙을 전 세계적으로 측정한 영국 그레이터 체인지 재단의 2022년 연구에 따르면 일본은 0.003%로 세계에서 가장 낮은 노숙률을 기록하고 있으며, 이는 시민 34,000명당 약 1명의 노숙인이 있다는 뜻이다. 하지만 이 수치는 거리에서 잠을 자는 사람들만을 포함하고, 정해진 거주지가 없지만 PC방, 캡슐 호텔 또는 자동차에서 잠을 자는 사람들은 제외한다.

## 분류

### 정의
"노숙자 자립 지원 등에 관한 특별 조치법"(일본어: ホームレスの自立の支援等に関する特別措置法)에 따르면, "노숙인"이라는 용어는 "일상 생활을 영위하기 위해 도시 공원, 강변, 도로, 기차역 및 기타 시설을 거주지로 이용하는 사람들"로 정의된다.

### 명칭
일본에서 노숙인을 지칭하는 명칭에는 홈레스(ホームレス, 영어 "homeless"에서 유래), 후로샤(浮浪者, "떠도는 사람"을 의미), 고지키(乞食, 걸인을 의미), 룸펜(ルンペン, 독일어 Lumpen에서 유래) 등이 있다. 최근에는 "홈레스"라는 단어와 관련된 부정적인 함의를 피하기 위해 노주쿠샤(野宿者, "밖에서 잠을 자는 사람") 및 노주쿠 로도샤(野宿労働者, "밖에서 잠을 자는 노동자")가 사용되고 있다.

## 역사
제2차 세계 대전 이후, 일본 본토 공습으로 경제가 손상되면서 많은 사람들이 노숙자가 되었다. 1960년대에는 고도경제성장으로 인해 노숙자가 줄었다.
일본 사회에서 노숙은 1990년대 일본의 거품 경제 붕괴와 그에 따른 경제 침체의 버블 붕괴로 인해 눈에 띄게 확산되었다. 이는 잠재적인 노숙의 원인이 되는 높은 실업으로 이어졌다.
1997년, 도쿄도는 노숙자 단체 대표의 존재를 인정하고 그들의 문제에 귀를 기울이기 시작했다.
1998년, 공무원들은 도쿄에서만 약 3,700명의 노숙인이 있다고 주장했다. 노숙인 지원 단체들은 그 수가 5,000명에 육박하며 빠르게 증가하고 있다고 지적했다.
1990년대 이후 일본에서는 1986년과 1999년 법 개정으로 인해 주로 최저 임금으로 파트타임 및 임시 고용이 증가했다. 일본에서 숙소를 임대하려면 보통 보증금과 3개월치 월세를 미리 내야 하므로, 정규직이 없는 사람들에게는 접근하기 어렵다. 이는 노숙 문제를 심화시켰다.
관료주의적인 장애물로 인해 노숙자가 받을 자격이 있는 복지 혜택을 받는 것은 매우 어려웠다. 2002년 8월, "노숙자 자립 지원 등에 관한 특별 조치법"(일본어: ホームレスの自立の支援等に関する特別措置法)이 제정되어 노숙인들이 지원을 받는 데 따르는 장애물을 줄였다.
일본 후생노동성에 따르면 2019년 일본의 파트타임 및 임시직 근로자는 2,200만 명으로 2011년 1,700만 명보다 증가했다.

## 통계
| 연도 | 집계   |
| ---- | ------ |
| 1999 | 20,451 |
| 2000 | -      |
| 2001 | 24,090 |
| 2002 | -      |
| 2003 | 25,296 |
| 2004 | -      |
| 2005 | -      |
| 2006 | -      |
| 2007 | 18,564 |
| 2008 | 16,018 |
| 2009 | 15,759 |
| 2010 | 13,124 |
| 2011 | 10,890 |
| 2012 | 9,576  |
| 2013 | 8,265  |
| 2014 | 7,508  |
| 2015 | 6,541  |
| 2016 | 6,235  |
| 2017 | 5,534  |
| 2018 | 4,977  |
| 2019 | 4,555  |
| 2020 | 3,992  |
| 2021 | 3,824  |

일본 후생노동성이 2003년 1월부터 2월까지 실시한 조사에 따르면 당시 일본의 노숙인 총수는 25,296명이었다. 그러나 동부가 실시한 또 다른 조사에 따르면, 일본 전역의 경제 회복으로 인해 2007년 1월까지 그 수는 18,564명으로 감소했다. 당시 노숙인 인구의 95%가 중장년 남성이었으며, 평균 연령은 57.5세였다.
2001년, 정부는 일본에 약 25,000명의 노숙인이 있다고 보고했다. 2003년에 정점에 달했을 때, 후생노동성이 집계한 일본 전역의 노숙인 수는 25,269명이었다. 2018년 일본에서 집계된 노숙인 수는 4,977명(남성 4,607명, 여성 177명, 미상 193명)이었다. 2020년, 집계된 노숙인 수는 3,992명(남성 3,688명, 여성 168명, 불분명 136명)으로 2019년보다 12.4% 감소했다. 가장 많은 노숙인은 오사카 광역권(1,038명)에서 발견되었고, 도쿄 광역권(889명), 가나가와현(719명)이 그 뒤를 이었다.
2007년 6월부터 7월까지 후생노동성은 처음으로 인터넷 카페와 24시간 상점에서 밤을 보내는 사람들에 대한 조사를 실시했다. 이 연구에 따르면 일본 전역에서 이러한 장소에서 잠을 자거나 밤새 머무는 사람들의 수는 약 5,400명이었다. 조사에 따르면 겨울이 비교적 추운 일본 동부 지역의 노숙인 수는 9,225명이었고, 겨울이 비교적 따뜻한 일본 서부 지역(연구에서는 도야마, 기후, 아이치현 서부 지역으로 설명됨)의 노숙인 수는 9,339명이었다. 이 숫자가 거의 같았기 때문에 기후 조건과 전국적인 노숙 분포 사이에는 강한 상관관계가 없다는 결론이 내려졌다. 행정 구역별로 나누면 도쿄 광역권이 2,672명으로 가장 많은 노숙인 수를 기록했다. 두 번째는 오사카 광역권으로 2,500명, 세 번째는 가나가와현으로 1,814명이었다. 시군구별로 나누면 도쿄의 23개 구가 2,396명으로 가장 많은 노숙인 수를 기록했다. 두 번째는 오사카시로 2,171명, 세 번째는 요코하마시로 692명이었다.

## 지원
2002년 8월, "노숙자 자립 지원 등에 관한 특별 조치법"(일본어: ホームレスの自立의 자립の 지원等에 관한 특별 조치법)이 제정되었고, 2003년 2월 후생노동성이 국가 최초로 전국 노숙인 조사를 시작하는 등 국가 차원의 적절한 지원이 제공되기 시작했다. 2007년 4월에는 실태 조사도 실시되었다.
- 생활의 기본적 필수품을 충족할 소득, 저축 또는 재산이 없는 사람들은 생계 보호를 받을 수 있었다.
- 가정 폭력에서 벗어나거나 전 파트너가 이전 관계를 재개하려는 여성들은 여성 보호 시설, 피난처, 쉼터에서 지원을 받을 수 있었다.
- 미성년자의 경우, 아동 복지 기관과 같은 지원 형태도 이용할 수 있었다.

## 특정 측면
일본 노숙의 몇 가지 특정 측면은 일본 사회의 사회구성체 때문이다. 역사적으로 남성은 가족의 유일한 부양자였다. 일본 기업은 기혼 남성이 미혼 남성보다 더 잘 일한다고 믿는데, 이는 전자가 가족에 대해 더 많은 의무와 책임을 느끼기 때문이다. 따라서 연령 차별에 직면하여 일자리를 찾을 수 없는 노인 남성뿐만 아니라 35세 이상의 미혼 남성도 취업에 어려움을 겪는다.
더욱이 가족은 보통 남성보다 여성에게 더 많은 지원을 제공한다.

## 인터넷 카페와 노숙인
2011년 기준, 일본은 계속해서 경기후퇴를 겪고 있다. 하룻밤에 1,500엔에서 2,000엔을 지불하고 노숙인들은 인터넷 카페나 캡슐 호텔에 머물렀는데, 그곳에서 개인 방(공간)과 샤워 시설, 텔레비전, 음료수, 인터넷 접속을 이용할 수 있었다.

## 같이 보기
- 가마가사키
- 토요코 키즈
- 일본의 빈곤
- 탈시설화
- 크리스마스에 기적을 만날 확률 - 도쿄의 노숙인 세 명에 대한 일본의 애니메이션 영화
- 도호쿠 지방 태평양 해역 지진
- 일본의 경제